# Tanaecium caudiculatum
Tanaecium caudiculatum là một loài thực vật có hoa trong họ Chùm ớt. Loài này được (Standl.) L.G.Lohmann mô tả khoa học đầu tiên năm 2010.